# Рапп, Имре
Имре Рапп (венг. Imre Rapp; 15 сентября 1937, Дунафёльдвар, Тольна — 3 июня 2015, Печ) — венгерский футболист, игравший на позиции вратаря.
Выступал, в частности, за клубы «Татабанья» и «Печ», а также национальную сборную Венгрии.

## Клубная карьера
Во взрослом футболе дебютировал в 1957 году выступлениями за команду «Капошвар», в которой провёл два сезона во втором дивизионе чемпионата Венгрии.
Своей игрой привлёк внимание представителей тренерского штаба клуба высшей лиги «Татабанья», к составу которого присоединился в 1959 году. Отыграл за клуб из Татабаньи следующие пять сезонов своей игровой карьеры.
В 1965 году стал игроком клуба «Печ», в составе которого провёл следующие десять лет своей карьеры. Большинство времени, проведённого в составе «Печа», было основным голкипером команды. В 1970 году в памятном еврокубковом матче против «Ньюкасл Юнайтед» он внёс решающий вклад в победу своей команды, отразив три пенальти. В 1971 году был самым возрастным вратарём высшего венгерского дивизиона в возрасте 34 лет.
Завершил игровую карьеру в команде «Капошвар», в составе которой и начинал карьеру, защищая её цвета до прекращения выступлений на профессиональном уровне в 1976 году.

## Выступления за сборную
В составе сборной Венгрии был участником футбольного турнира на Олимпийских играх 1972 года в Мюнхене, где вместе с командой завоевал серебро, а также чемпионата Европы 1972 года в Бельгии, впрочем на обоих турнирах на поле не выходил.
Единственный матч за сборную провёл 21 ноября 1973 года, это был товарищеский поединок против сборной ГДР (0:1) .
Умер 3 июня 2015 года на 78-м году жизни после продолжительной болезни.